# Igo Iwant Losso
Igo Iwant Losso (Irati, 23 de março de 1936 – Curitiba, 28 de dezembro de 2024) foi advogado, professor e político brasileiro, tendo exercido os mandatos de deputado federal, deputado estadual do Paraná e vereador de Curitiba.

## Biografia
Formou-se pela Faculdade de Direito da Universidade Federal do Paraná (UFPR), tendo sido professor de direito processual desta por mais de duas décadas.
Durante seu mandato como deputado federal, participou da comissão especial do Código Civil como membro efetivo e vice-presidente, além de ter atuado como membro da comissão permanente de Economia, Indústria e Comércio. Além disso, participou das comissões parlamentares de inquérito (CPI), na função de vice-presidente e membro destinadas, respectivamente, "a investigar as causas das elevadas taxas de juros nos diversos setores do Sistema Financeiro Nacional" e "a apurar atos de corrupção praticados por órgãos da administração direta e indireta da União".